# UseModWiki
UseModWiki er et wiki program udviklet fra 1999 til 2000 af Clifford Adams i programmeringssproget Perl. Det er licenseret under GNU General Public License. Sider i UseModWiki bliver gemt i almindelige filer – ikke i en relationel database.

## Historie
Clifford Adams begyndte at udvikle UseModWiki i 1999 til sit 1991-til-1999 Usenet Moderation Projekt (Usemod). Han byggede videre på koden fra AtisWiki 0.3 af Markus Denker. AtisWiki var baseret på CVWiki af Peter Merel. CVWiki var baseret på den oprindelige kildekode til WikiWikiWeb softwaren af Ward Cunningham.

## Websider som bruger UseModWiki
Den første wiki som brugte UseModWiki's testversioner var Clifford Adams' egen usemod.com wiki, som ellers havde kørt på AtisWiki siden 11. oktober 1999. Den næste wiki til at bruge UseModWiki – MeatballWiki – skabt af Adams og Sunir Shah og dedikeret til online fællesskaber, blev installeret på den samme usemod.com webside 24. april 2000.
Fra 15. januar 2001 og til først i 2002 kørte UseModWiki også på alle versioner af Wikipedia. Alle versioner har nu skiftet til MediaWiki – den danske version skiftede 25. september 2002.
WikiWikiWeb's søsterwikier Green Cheese (april 2001) og The Reform Society (marts 2003), begge installerede af Peter Merel samt the Adjunct, installeret af Earle Martin i juli 2005, kører også på UseModWiki.
UseMod er muligvis det mest populære wikiprogram (målt i antal af wikier) selvom det ikke har mange specielle funktioner. Dette er højst sandsynligt på grund af at det ikke kræver en særlig stor mængde computermæssige ressourcer (i modsætning til andre wikier, som f.eks. TWiki og MediaWiki) samt at det er meget let at installere.

## UseModWiki versioner
| Date               | Version |
| ------------------ | ------- |
| 22. januar 2000    | 0.70    |
| 18. juni 2000      | 0.80    |
| 15. juli 2000      | 0.82    |
| 26. august 2000    | 0.86    |
| 12. oktober 2000   | 0.88    |
| 24. december 2000  | 0.90    |
| 16. februar 2001   | 0.91    |
| 21. april 2001     | 0.92    |
| 12. september 2003 | 1.00    |
| 9. juni 2007       | 1.01    |
| 26. august 2007    | 1.02    |
| 12. september 2007 | 1.03    |
| 1. december 2007   | 1.04    |

## Videreudviklinger af UseModWiki
Blandt de wikiprogrammer som er resultat af en videreudvikling af UseModWiki er:
- MediaWiki
- Oddmuse: skabt ud fra UseModWiki 0.92